# Therwil Flyers
| Therwil Flyers |
| - Mitglied beim SBSV                                                                                                |
| Teams Baseball |
| - Baseball: Nationalliga A, Nationalliga B, Cadets U15, Juveniles U12, T-Ball - Softball: Nationalliga A, Slowpitch |
| Ballpark |
| Känelmatt, Therwil                                                                                                  |
| |
| Schweizer Meistertitel                                                                                              |
| 1988 • 1991 • 1992 • 1993 • 1994 • 1995 • 2003 • 2009 • 2014 • 2016 • 2017 • 2019 • 2020                            |
| |
| |
| Cupsiege |
| 2002 |
| Offizielle Homepage                                                                                                 |
| www.therwil-flyers.ch                                                                                               |

Das Flyers Baseball und Softball Team (kurz: Therwil Flyers) ist ein Verein aus Therwil, der mit verschiedenen Mannschaften an den Schweizer Baseball- und Softball-Ligen teilnimmt. Am 19. September 2020 wurden die Flyers Schweizer Baseball-Meister, indem sie in der best-of-five-Serie die Bern Cardinals bezwangen. Es war dies der dreizehnte Titel in der Vereinsgeschichte, was die Therwil Flyers zu den Rekordmeistern macht.
Auch die Softballerinnen des Vereins sind mit zwölf Meistertiteln Rekordmeister ihrer Sportart in der Schweiz.